# Clementine van Orléans
Clementine van Orléans (Neuilly-sur-Seine, 3 juni 1817 – Wenen, 16 februari 1907), was de dochter van koning Lodewijk Filips van Frankrijk en Marie Amélie van Bourbon-Sicilië.

## Huwelijk en gezin
Ze was erg ambitieus en zocht naar een man, die in de toekomst waarschijnlijk koning zou worden. Als dochter van de Franse koning had ze een groot aantal huwelijkskandidaten, waaruit ze prins August van Saksen-Coburg en Gotha koos, die echter nooit koning zou worden. Ze trouwden op 20 april 1843 te Saint-Cloud, en kregen vijf kinderen:
- Ferdinand Filips (1844-1921), trouwde met prinses Louise van België, de oudste dochter van koning Leopold II van België
- Lodewijk Augustus (1845-1907), trouwde met Leopoldine van Bragança, een dochter van Peter II van Brazilië
- Marie Adelheid Clotilde (1846-1927), trouwde met Jozef van Oostenrijk, een zoon van Jozef van Habsburg-Lotharingen
- Marie Louise Amalie (1848-1894), trouwde met Maximiliaan Emanuel, Hertog in Beieren, de zoon van Maximiliaan Jozef in Beieren en dus de broer van Elisabeth van Oostenrijk-Hongarije
- Ferdinand (1861-1948), hij zou tsaar van Bulgarije worden

## Koningin-moeder
Nadat ze in 1848 aan het einde van haar vaders regering Frankrijk was ontvlucht, leefde ze in Wenen, waar haar echtgenoot een officier was in het leger van Oostenrijk-Hongarije. Ze realiseerde zich dat ze nooit koningin zou worden en vestigde al haar hoop op Ferdinand, haar favoriete kind. Clementine koos Bulgarije uit voor zijn koningschap en was druk in de weer om te zorgen voor Ferdinands verkiezing tot prins van Bulgarije.
Clementine representeerde Ferdinand vaak in andere Europese landen. Er werd gezegd dat ze een erg grote invloed had op haar zoon. Ze was erg populair bij het Bulgaarse volk, omdat ze veel geld aan het volk schonk: ze doneerde bijvoorbeeld vier miljoen frank aan een spoorweg, waardoor Bulgarije bij het Europese treinnetwerk werd betrokken. 
Naarmate ze ouder werd, kon Clementine steeds slechter horen. Ze stierf op 89-jarige leeftijd en werd begraven in Coburg.

## Voorouders
| Voorouders van Clementine van Orléans | Voorouders van Clementine van Orléans                                                            | Voorouders van Clementine van Orléans                                                            | Voorouders van Clementine van Orléans                                                            | Voorouders van Clementine van Orléans                                                            | Voorouders van Clementine van Orléans                                                           | Voorouders van Clementine van Orléans                                                           | Voorouders van Clementine van Orléans                                                           | Voorouders van Clementine van Orléans                                                           |
| ------------------------------------- | ------------------------------------------------------------------------------------------------ | ------------------------------------------------------------------------------------------------ | ------------------------------------------------------------------------------------------------ | ------------------------------------------------------------------------------------------------ | ----------------------------------------------------------------------------------------------- | ----------------------------------------------------------------------------------------------- | ----------------------------------------------------------------------------------------------- | ----------------------------------------------------------------------------------------------- |
| Overgrootouders                       | Lodewijk Filips I van Orléans (1725-1785) ∞ 1743 Louise Henriëtte van Bourbon (1726-1759)        | Lodewijk Filips I van Orléans (1725-1785) ∞ 1743 Louise Henriëtte van Bourbon (1726-1759)        | Lodewijk Jan Maria van Bourbon (1725-1793) ∞ 1744 Maria Theresia van Modena (1726-1754)          | Lodewijk Jan Maria van Bourbon (1725-1793) ∞ 1744 Maria Theresia van Modena (1726-1754)          | Karel III van Spanje (1716–1788) ∞ 1738 Maria Amalia van Saksen (1724–1760)                     | Karel III van Spanje (1716–1788) ∞ 1738 Maria Amalia van Saksen (1724–1760)                     | Keizer Frans I Stefan (1708-1765) ∞ 1736 Maria Theresia van Oostenrijk (1717-1780)              | Keizer Frans I Stefan (1708-1765) ∞ 1736 Maria Theresia van Oostenrijk (1717-1780)              |
| Grootouders                           | Lodewijk Filips II van Orléans ((1747-1793) ∞ 1769 Louise Marie Adélaïde van Bourbon (1753-1821) | Lodewijk Filips II van Orléans ((1747-1793) ∞ 1769 Louise Marie Adélaïde van Bourbon (1753-1821) | Lodewijk Filips II van Orléans ((1747-1793) ∞ 1769 Louise Marie Adélaïde van Bourbon (1753-1821) | Lodewijk Filips II van Orléans ((1747-1793) ∞ 1769 Louise Marie Adélaïde van Bourbon (1753-1821) | Ferdinand I der Beide Siciliën (1751-1825) ∞ Maria Carolina van Oostenrijk (1752-1814)          | Ferdinand I der Beide Siciliën (1751-1825) ∞ Maria Carolina van Oostenrijk (1752-1814)          | Ferdinand I der Beide Siciliën (1751-1825) ∞ Maria Carolina van Oostenrijk (1752-1814)          | Ferdinand I der Beide Siciliën (1751-1825) ∞ Maria Carolina van Oostenrijk (1752-1814)          |
| Ouders                                | Lodewijk Filips I van Frankrijk (1773-1850) ∞ 1809 Marie Amélie van Bourbon-Sicilië (1782-1866)  | Lodewijk Filips I van Frankrijk (1773-1850) ∞ 1809 Marie Amélie van Bourbon-Sicilië (1782-1866)  | Lodewijk Filips I van Frankrijk (1773-1850) ∞ 1809 Marie Amélie van Bourbon-Sicilië (1782-1866)  | Lodewijk Filips I van Frankrijk (1773-1850) ∞ 1809 Marie Amélie van Bourbon-Sicilië (1782-1866)  | Lodewijk Filips I van Frankrijk (1773-1850) ∞ 1809 Marie Amélie van Bourbon-Sicilië (1782-1866) | Lodewijk Filips I van Frankrijk (1773-1850) ∞ 1809 Marie Amélie van Bourbon-Sicilië (1782-1866) | Lodewijk Filips I van Frankrijk (1773-1850) ∞ 1809 Marie Amélie van Bourbon-Sicilië (1782-1866) | Lodewijk Filips I van Frankrijk (1773-1850) ∞ 1809 Marie Amélie van Bourbon-Sicilië (1782-1866) |
| Clementine van Orléans (1817-1907)    |                                                                                                  |                                                                                                  |                                                                                                  |                                                                                                  |                                                                                                 |                                                                                                 |                                                                                                 |                                                                                                 |